# Königreich Galicien
Das Königreich Galicien (galicisch: Reino de Galiza) war ein mittelalterliches, eigenständiges Königreich auf der Iberischen Halbinsel, gegründet im 5. Jahrhundert von dem germanischen Stamm der Sueben in der ehemaligen römischen Provinz Gallaecia. Das Königreich erlebte Phasen der Unabhängigkeit sowie Zeiten, in denen es in Personalunionen mit den benachbarten Königreichen León und später mit Kastilien verbunden war. Galicien bewahrte seine kulturellen und religiösen Traditionen auch während der islamischen Herrschaft in den umliegenden Gebieten. Im frühen 10. Jahrhundert, obwohl oft als Königreich Asturien in der Geschichtsschreibung bezeichnet, war das Königreich im Nordwesten der Iberischen Halbinsel in den meisten Quellen als Königreich Galicien oder von Begriffen abgeleitet aus Gallaecia bekannt.
Die Könige Galiciens regierten unabhängig über Gebiete im Nordwesten, die heute der Autonomen Gemeinschaft Galicien und Asturien, sowie drei Provinzen, die dem alten Königreich León entsprechen, und der Grafschaft Portucale – heute Nordportugal bis zum Fluss Douro – zugeordnet werden. Diese Gebiete wurden manchmal unter verschiedenen Herrschern (Brüdern oder Cousins) aufgeteilt. Zum Beispiel erbte König García das Königreich des Westens mit seiner Hauptstadt in Compostela, das auch den Namen Galicien trug, sowie die Gebiete bis Coimbra in Portugal und die Tribute der Taifa von Badajoz. Sein Bruder, Afonso VI., ließ ihn verhaften und vereinte nach Garcías Tod das Königreich Galicien-León erneut.
Ebenso könnte sich der Begriff „Leon“ sowohl auf die Stadt als auch auf ihre Umgebung beziehen, einschließlich Teile des heutigen Portugals, das sich unter König Afonso Henriques mit der Unterstützung von Papst Alexander III. entwickelte und das Königreich als unabhängig etablierte.
Die Historiographie hat sich im Laufe der Jahrhunderte entwickelt, und einige zeitgenössische Historiker haben die Darstellung des mittelalterlichen Königreichs Galicien verändert, indem sie Namen wie Gallaecia Regnum durch 'Königreich Asturien' oder 'Königreich León' ersetzten. Dies hat dazu geführt, dass die historische Bedeutung Galiciens oft heruntergespielt wurde, indem es meist nur als nominelles Königreich mit kurzen Phasen der Unabhängigkeit über ein Jahrtausend dargestellt wird.

## Geschichte

### Vom Suebenreich bis zur muslimischen Eroberung der Iberischen Halbinsel (411–711)
Das Königreich Galicien war eine historische Entität im Nordwesten der Iberischen Halbinsel, die im Laufe der Zeit Gebiete umfasste, die heute Galicien, Asturien, León und Nordportugal gehören. Im Zuge der Völkerwanderung ließ sich der germanische Stamm der Sueben im frühen 5. Jahrhundert in der ehemaligen römischen Provinz Gallaecia nieder und gründete dort sein eigenes Königreich, das die gesamte Region umfasste. Am Ende des 6. Jahrhunderts wurde dieses Königreich von den Westgoten, die die Iberische Halbinsel beherrschten, in ihr Reich integriert, jedoch behielten sie die Strukturen des Suebenreichs bis zur Zeit von Witiza bei, dessen Vater Egica das Gebiet der Westgoten kontrollierte und Witiza das alte Reich der Sueben von Tui aus regierte. Nach der islamischen Eroberung im Jahr 711 fiel der größte Teil des westgotischen Territoriums unter die Herrschaft islamisch-maurischer Eroberer und wurde als Teil von Al-Andalus verwaltet. Die Gegend des antiken Gallaecia blieb jedoch weitgehend von direkter islamischer Kontrolle verschont und bildete die Basis für spätere christliche Königreiche.

### Formation der christlichen Königreiche (711–910)
Während der christlichen Rückeroberung blieb die Region Galicien relativ frei von muslimischer Kontrolle und wurde zum Kern der Bildung eines neuen christlichen Königreichs. Im 9. Jahrhundert wurde Galicien durch die Vereinigung verschiedener Gebiete im Nordwesten des Königreichs, das in der hispanischen Geschichtsschreibung manchmal „Krone von Asturien“ und später „Krone von Galicien-Leon“ genannt wurde, als wichtiges politisches und kulturelles Zentrum gefestigt.

### Konsolidierung und Vereinigung mit Kastilien (910–1230)
Im 10. Jahrhundert, nach der Aufteilung des Reiches von König Alfons III., erhielt Galicien unter Ordoño II. eine größere Autonomie, obwohl es dynastisch eng mit den Königreichen León und Asturien verbunden blieb. Santiago de Compostela wurde im 11. Jahrhundert zur Hauptstadt und war auch ein bedeutendes religiöses Pilgerzentrum. Das nordwestliche Königreich erlebte Zeiten der Unabhängigkeit und war oft Schauplatz dynastischer Kämpfe und politischer Intrigen.
Trotz der häufigen internen Konflikte und externen Bedrohungen, wie den Einfällen der Normannen, behielt es eine starke lokale Verwaltung und kulturelle Autonomie bei, die durch die tief verwurzelte römisch-katholische Religion und die galicisch-portugiesische Sprache gekennzeichnet waren, in der sich eine reichhaltige Troubadour-Lyrik entwickelte, wie die Liederbücher von Cantigas de Amigo oder die Cantigas de Santa Maria. Diese kulturelle Blüte setzte sich auch nach der formellen Eingliederung des Königreichs Galicien in die Krone von Kastilien fort und überdauerte sogar die erste Unabhängigkeit Portugals unter Afonso Henriques, was die anhaltende kulturelle und sprachliche Verbindung zwischen Galicien und Portugal unterstreicht.

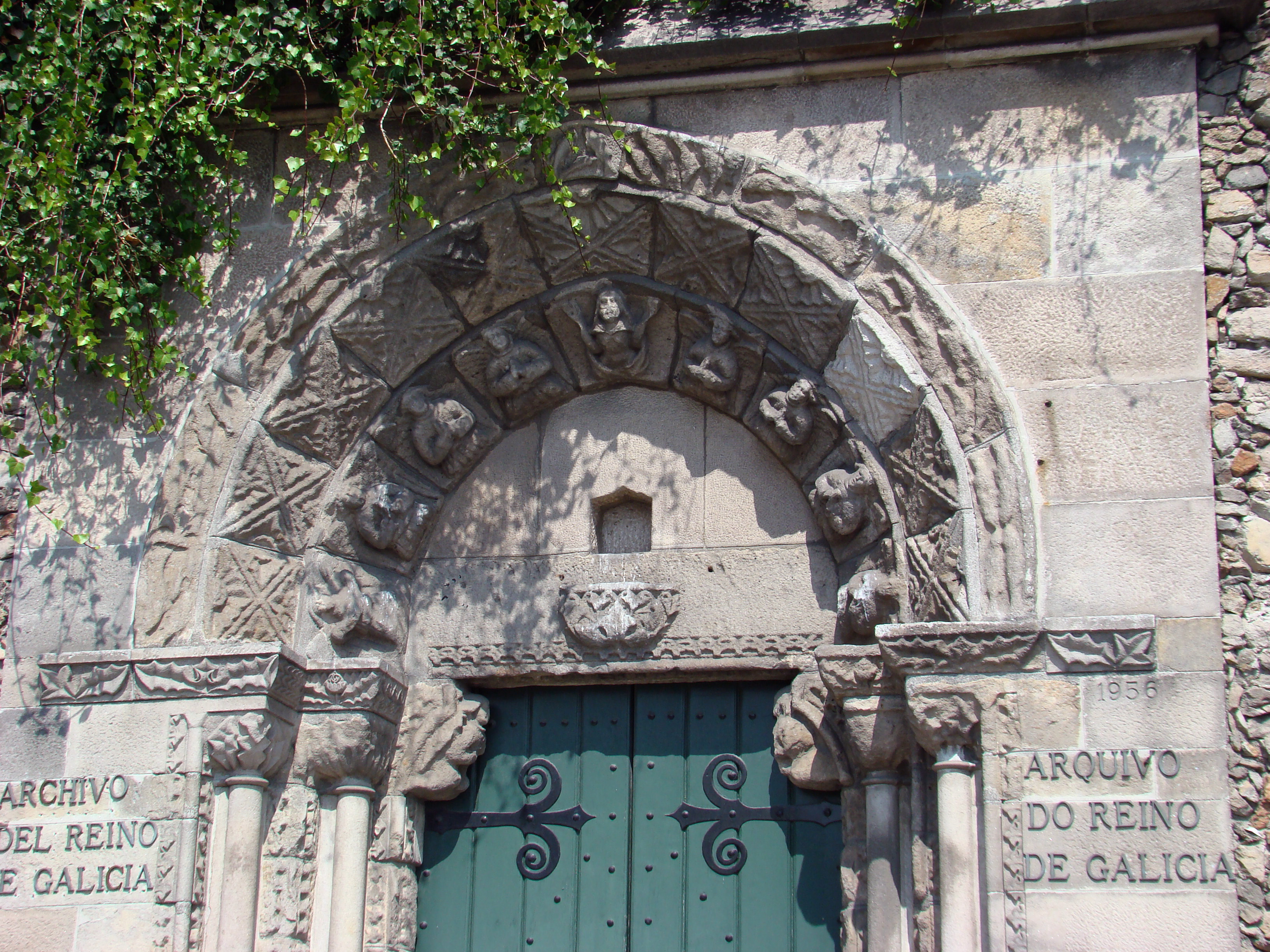
Archiv des Königreichs Galicien in Coruña.

### Autonomie und dynastische Kämpfe (1230–1480)
Nach der formellen Vereinigung mit dem Königreich León und später mit Kastilien unter Ferdinand III. im 13. Jahrhundert, blieb Galicien weitgehend autonom. Diese Periode war geprägt von dynastischen Kämpfen und politischen Intrigen. Trotz der häufigen Konflikte behielt Galicien eine starke lokale Verwaltung und kulturelle Autonomie.
Im 15. Jahrhundert kam es zu den bedeutenden Irmandinische-Aufständen (1467–1469), die als Reaktion der Bauern und unteren Adelsschichten gegen die repressiven Feudalherren entstanden. Diese Revolten führten zu einer tiefgreifenden, wenn auch kurzlebigen Umstrukturierung der sozialen Ordnung in Galicien und verdeutlichen die anhaltenden Spannungen zwischen den herrschenden Klassen und den breiteren Volksschichten.

### Politische Erschütterungen und Verlust der galicischen Autonomie (14.–15. Jahrhundert)
Im 14. Jahrhundert erscheint Galicien in königlichen Diplomen als eines der Königreiche der kastilischen Krone. Nach Ferdinands Tod ging das Königreich an seinen Sohn Alfons XI. und später an seinen Enkel Pedro I. über. Während des Bürgerkriegs zwischen Pedro I. und seinem Halbbruder Heinrich II. unterstützte die galicische Adelselite Pedro, was zum politischen und wirtschaftlichen Niedergang führte der galicischen Adelsfamilien nach ihrer Niederlage.
Im 15. Jahrhundert kam es zu den sogenannten Irmandinische-Aufständen, bei denen sich galicische Bürger gegen die Tyrannei des Adels erhoben und im Namen des „Königreichs Galicien“ kämpften. Nach der Niederlage der Irmandinische stellten sich die geschwächten galicischen Adligen erneut auf die Seite der Verlierer im kastilischen Bürgerkrieg, dieses Mal zugunsten von Johanna von Kastilien gegen ihre Tante Isabella I. von Kastilien. Johanna wurde auch von ihrem Ehemann, dem portugiesischen König Alfons V. von Portugal, unterstützt, der die Wiedervereinigung der Königreiche Galicien und Portugal anstrebte.

### Modernes Erbe
Nach Isabella I. Sieg begann ein Prozess, in dem die galicischen Magnaten von den kastilischen Truppen besiegt wurden. Mit der politischen Eingliederung in die spanische Krone unter den Katholischen Königen wurde Galicien zu einem marginalisierten Territorium mit Perioden mehr oder weniger Autonomie, obwohl es bis zum 19. Jahrhundert offiziell den Titel „Königreich“ behielt. Beispielsweise wurde in den Napoleonischen Kriegen der galicische Widerstand unter dem Namen Junta do Reino de Galicia organisiert.
Trotz der formellen Vereinigung behielt Galicien seine administrative und kulturelle Autonomie, die es bis zur endgültigen Auflösung unter der Regentschaft von María Cristina de Borbón beibehielt. Die Institutionen der galicischen Königreiche blieben bis ins 19. Jahrhundert bestehen und wurden im Zuge der spanischen Territorialneuordnung durch den Minister Javier de Burgos im Jahr 1833–34 erstmals aufgelöst und durch die Provinzen A Coruña, Lugo, Ourense und Pontevedra ersetzt. Diese wiederum bildeten die historische Region Galicien, offiziell „historische Nationalität“, die seit 1981 als eine der 17 autonomen Gemeinschaften Spaniens (Comunidades Autónomas) bis heute existiert.